# Dipsadoboa weileri
Dipsadoboa weileri — вид змій родини полозових (Colubridae). Мешкає в Західній і Центральній Африці.

## Поширення і екологія
Dipsadoboa weileri мешкають в Нігерії, Камеруні, ЦАР, Екваторіальній Гвінеї, Габоні, Республіці Конго, Демократичній Республіці Конго, трапляються в Гвінеї, Того, Уганді і Руанді. Вони живуть у вологих тропічних лісах та на галявинах, на висоті до 1400 м над рівнем моря. Живляться амфібіями, відкладають яйця, в кладці від 4 до 8 яєць.